# Catena Togano-Laurasca-Limidario
La Catena Togano-Laurasca-Limidario è un massiccio montuoso delle Alpi Lepontine. Si trova sul confine tra l'Italia (Piemonte) e la Svizzera (Canton Ticino) anche se la parte preponderante è in Italia. Prende il nome dalle tre montagne più significative del gruppo: il Monte Togano, la Cima della Laurasca ed il Monte Limidario.

## Geografia
Il massiccio raccoglie le montagne tra la Val Vigezzo e Centovalli (a nord) e la valle del Toce ed il Lago Maggiore (a sud).
Ruotando in senso orario i limiti geografici sono: sella di Druogno, Val Vigezzo, Centovalli, Locarno, Lago Maggiore, Val d'Ossola, Val Vigezzo, Sella di Druogno.

## Classificazione
La SOIUSA individua la Catena Togano-Laurasca-Limidario come un supergruppo alpino e vi attribuisce la seguente classificazione:
- Grande parte = Alpi Occidentali
- Grande settore = Alpi Nord-occidentali
- Sezione = Alpi Lepontine
- Sottosezione = Alpi Ticinesi e del Verbano
- Supergruppo = Catena Togano-Laurasca-Limidario
- Codice = I/B-10.II-C

## Suddivisione
Il gruppo montuoso è suddiviso in due gruppi e due sottogruppi:
- Gruppo del Togano (6)
- Gruppo Zeda-Laurasca (7)
  - Gruppo della Laurasca (7.a)
  - Gruppo dello Zeda (7.b)
- Gruppo del Limidario (8)

## Monti
- Monte Togano - 2.301 m
- Pizzo Ragno - 2.289 m
- Pizzo Nona - 2.271 m
- Punta Tignolino - 2.246 m
- Testa di Menta - 2.204 m

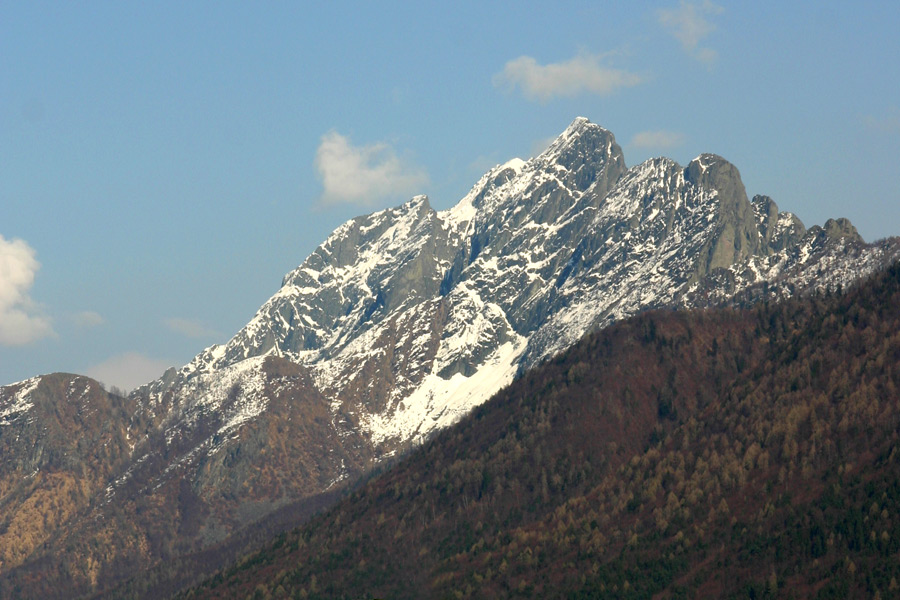
Il Monte Limidario.

- Cima della Laurasca - 2.193 m
- Monte Limidario - 2.188 m
- Pizzo Stagno - 2.183 m
- Monte Zeda - 2.156 m
- Pizzo Proman - 2.098 m
- Monte Spalavera - 1.534 m